# Srednjeevropska Interliga
Srednjeevropska Interliga je tekmovanje v hokeju na travi, med najboljšimi klubskimi ekipami iz Slovenije, Hrvaške, Madžarske in Slovaške, v zadnjih sezonah pa sodelujejo tudi ekipe iz Avstrije in Češke. Tekmovanje poteka v ženski in moški konkurenci in sicer po ligaškem sistemu z zaključnim turnirjem najboljše četverice. Prva sezono leta 2002/2003 so odigrale ženske in na finalnem turnirju v Predanovcih je slavila hrvaška ekipa HK Zrinjevac. Naslednjo sezono so prvič igrali tudi moški in na finalnem turnirju v Lipovcih je zmagala domača ekipa HK Lek Lipovci. 
Leta 2006 je bila na trodnevnem turnirju v Budimpešti prvič odigrana tudi Interliga v dvoranskem hokeju. Tekmovanja leta 2007 ni bilo, od leta 2008 pa se dvoranska Interliga, vsako leto odigra v hrvaškem Poreču.  

## Rezultati

### Ženske

#### Sezona 2002/03
Finalni turnir - Predanovci 
Rezultati:
HK Zrinjevac (HRV) : HK Triglav Predanovci(SLO)   3 : 0 
Olcote HC(MAD) : KPH Raca (SVK)                2 : 3 
HK Triglav Predanovci (SLO) - Olcote HC MAD)        2 : 3 
KPH Raca SVK) : HK Zrinjevac (HRV)     0 : 2 
KPH Raca (SVK) : HK Triglav Predanovci(SLO)        2 : 2 
HK Zrinjevac (HRV) : Olcote HC (MAD)   2 : 2
Končni vrstni red:
| mesto | ekipa                       |
| ----- | --------------------------- |
| 1.    | HK Zrinjevac (HRV)          |
| 2.    | Olcote HC (MAD)             |
| 3.    | KPH Raca (SVK)              |
| 4.    | HK Triglav Predanovci (SLO) |

#### Sezona 2003/04
Finalni turnir - Lipovci
Polfinale:
KPH Rača (SVK) : KPH Zlate Moravce (SVK) 4 : 1 
HK Zrinjevac (HRV) : HK Moravske Toplice (SLO) 14 : 0
Za tretje mesto:
KPH Zlate Moravce (SVK) : HK Moravske Toplice (SLO)  3:0
Finale:
HK Zrinjevac (HRV) : KPH Rača (SVK)   4 : 3
Končni vrstni red:
| mesto | ekipa                     |
| ----- | ------------------------- |
| 1.    | HK Zrinjevac (HRV)        |
| 2.    | KPH Rača (SVK)            |
| 3.    | KPH Zlate Moravce (SVK)   |
| 4.    | HK Moravske Toplice (SLO) |

#### Sezona 2004/05
Finalni turnir - Zagreb
Polfinale:
HK Zrinjevac (HRV) : KPH Zlate Moravce (SVK)   7 : 1
KPH Rača (SVK) : HK Moravske Toplice (SLO)    6 : 0
Za tretje mesto:
KPH Zlate Moravce (SVK) : HK Moravske Toplice (SLO)    5 : 0
Finale:
KPH Rača (SVK) : HK Zrinjevac (HRV)  4 : 3
Končni vrstni red:
| mesto | ekipa                     |
| ----- | ------------------------- |
| 1.    | KPH Rača (SVK)            |
| 2.    | HK Zrinjevac (HRV)        |
| 3.    | KPH Zlate Moravce (SVK)   |
| 4.    | HK Moravske Toplice (SLO) |

#### Sezona 2005/06
Finalni turnir - Bratislava
Polfinale:
HK Zrinjevac (HRV) : KPH Zlate Moravce (SVK) 4 : 0 
KPH Rača (SVK) : HK Moravske Toplice (SLO) 6 : 0
Za tretje mesto:
KPH Zlate Moravce (SVK) : HK Moravske Toplice (SLO)  3 : 0
Finale:
HK Zrinjevac (HRV) : KPH Rača (SVK)   6 : 0
Končni vrstni red:
| mesto | ekipa                     |
| ----- | ------------------------- |
| 1.    | HK Zrinjevac (HRV)        |
| 2.    | KPH Rača (SVK)            |
| 3.    | KPH Zlate Moravce (SVK)   |
| 4.    | HK Moravske Toplice (SLO) |

#### Sezona 2006/07
Finalni turnir - Moravske Toplice
Polfinale:
KPH Zlate Moravce (SVK) : HK Zrinjevac (HRV) 3 : 4* (1:1) *po kazenskih strelih 
KPH Rača (SVK) : HK Moravske Toplice (SLO) 2 : 3
Za tretje mesto:
KPH Zlate Moravce (SVK) : KPH Rača (SVK)  1 : 0
Finale:
HK Zrinjevac (HRV) : HK Moravske Toplice (SLO) 8 : 0
Končni vrstni red:
| mesto | ekipa                     |
| ----- | ------------------------- |
| 1.    | HK Zrinjevac (HRV)        |
| 2.    | HK Moravske Toplice (SLO) |
| 3.    | KPH Zlate Moravce (SVK)   |
| 4.    | KPH Rača (SVK)            |

#### Sezona 2007/08
Finalni turnir - Bratislava
Polfinale:
KPH Zlate Moravce (SVK) : KPH Rača (SVK) 0 : 3 
HK Zrinjevac (HRV) : HC Wiener Neudorf (AVS) 3 : 2
Za tretje mesto:
KPH Zlate Moravce (SVK) : HC Wiener Neudorf (AVS)  2 : 1
Finale:
HK Zrinjevac (HRV) : KPH Rača (SVK) 1 : 3
Končni vrstni red:
| mesto | ekipa                    |
| ----- | ------------------------ |
| 1.    | KPH Rača (SVK)           |
| 2.    | HK Zrinjevac (HRV) (SLO) |
| 3.    | KPH Zlate Moravce (SVK)  |
| 4.    | HC Wiener Neudorf (AVS)  |

#### Sezona 2008/09
Finalni turnir - Wiener Neudorf
Polfinale:
KPH Zlate Moravce (SVK) : HK Zrinjevac (HRV) 1 : 2 
HC Wiener Neudorf (AVS) : HK Moravske Toplice (SLO) 5 : 1
Za tretje mesto:
KPH Zlate Moravce (SVK) : HK Moravske Toplice (SLO)  1 : 3
Finale:
HK Zrinjevac (HRV) : HC Wiener Neudorf (AVS) 3 : 1
Končni vrstni red:
| mesto | ekipa                         |
| ----- | ----------------------------- |
| 1.    | HK Zrinjevac (HRV)            |
| 2.    | HC Wiener Neudorf (AVS) (SLO) |
| 3.    | HK Moravske Toplice (SLO)     |
| 4.    | KPH Zlate Moravce (SVK)       |

#### Sezona 2009/10
Finalni turnir ni bil odigran zaradi zapletov pri organizaciji.

#### Sezona 2010/11
Finalni turnir - Moravske Toplice
Polfinale:
KPH Rača (SVK) : Moravske Toplice-Triglav (SLO) 0 : 1 
HKM Nová Dubnica (SVK) : HC Wiener Neudorf (AVS) 6 : 4* (2:2) *po kazenskih strelih
Za tretje mesto:
KPH Rača (SVK) : HC Wiener Neudorf (AVS)  2 : 1
Finale:
Moravske Toplice-Triglav (SLO) : HKM Nová Dubnica (SVK) 5 : 2
Končni vrstni red:
| mesto | ekipa                          |
| ----- | ------------------------------ |
| 1.    | Moravske Toplice-Triglav (SLO) |
| 2.    | HKM Nová Dubnica (SVK)         |
| 3.    | KPH Rača (SVK)                 |
| 4.    | HC Wiener Neudorf (AVS)        |

#### Sezona 2011/12
Finalni turnir - Bratislava
Polfinale:
HC Wiener Neudorf (AVS) : HK Moravske Toplice (SLO) 5 : 1 
Slovakia II (SVK) : KPH Rača (SVK) 4 : 1
Za tretje mesto:
HK Moravske Toplice (SLO) : KPH Rača (SVK)  3 : 2
Finale:
Slovakia II (SVK) : HC Wiener Neudorf (AVS) 0 : 2
Končni vrstni red:
| mesto | ekipa                     |
| ----- | ------------------------- |
| 1.    | HC Wiener Neudorf (AVS)   |
| 2.    | Slovakia II (SVK)         |
| 3.    | HK Moravske Toplice (SLO) |
| 4.    | KPH Rača (SVK)            |

#### Sezona 2012/13
Finalni turnir - Wiener Neudorf
Polfinale:
HC Wiener Neudorf (AVS) : HK Moravske Toplice (SLO) 13 : 1 
HKM Nová Dubnica (SVK) : KPH Rača (SVK) 3 : 2
Za tretje mesto:
KPH Rača (SVK)  :  HK Moravske Toplice (SLO)  8 : 1
Finale:
HC Wiener Neudorf (AVS) : HKM Nová Dubnica (SVK) 7 : 3
Končni vrstni red:
| mesto | ekipa                        |
| ----- | ---------------------------- |
| 1.    | HC Wiener Neudorf (AVS)      |
| 2.    | HKM Nová Dubnica (SVK) (SVK) |
| 3.    | KPH Rača (SVK)               |
| 4.    | HK Moravske Toplice (SLO)    |

### Moški

#### Sezona 2003/04
Finalni turnir - Lipovci
Polfinale:
Épitők SC (MAD) : ŠK Šenkvice (SVK) 1 : 3  
HK Lek Lipovci (SLO) : KPH Rača (SVK) 6 : 3
Za tretje mesto:
Épitők SC (MAD) : KPH Rača (SVK)  5 : 1
Finale:
HK Lek Lipovci (SLO) : ŠK Šenkvice (SVK)  5 : 2
Končni vrstni red:
| mesto | ekipa                |
| ----- | -------------------- |
| 1.    | HK Lek Lipovci (SLO) |
| 2.    | ŠK Šenkvice (SVK)    |
| 3.    | Épitők SC (MAD)      |
| 4.    | KPH Rača (SVK)       |

#### Sezona 2004/05
Finalni turnir - Zagreb
Polfinale:
HK Lek Lipovci (SLO) : Épitők SC (MAD) 5 : 2  
HAHK Mladost (HRV) : HK Marathon (HRV) 6 : 3 
Za tretje mesto:
HK Marathon (HRV) : Épitők SC (MAD) 3 : 10
Finale:
HK Lek Lipovci (SLO) : HAHK Mladost (HRV) 1 : 0
Končni vrstni red:
| mesto | ekipa                |
| ----- | -------------------- |
| 1.    | HK Lek Lipovci (SLO) |
| 2.    | HAHK Mladost (HRV)   |
| 3.    | Épitők SC (MAD)      |
| 4.    | HK Marathon (HRV)    |

#### Sezona 2005/06
Finalni turnir - Bratislava
Polfinale:
HK Pliva Lipovci (SLO) : ŠK Šenkvice (SVK) 3 : 1  
HAHK Mladost (HRV) : HK Marathon (HRV) 8 : 2 
Za tretje mesto:
HK Marathon (HRV) : ŠK Šenkvice (SVK) 1 : 5
Finale:
HK Pliva Lipovci (SLO) : HAHK Mladost (HRV) 4 : 1* (0:0) *po kazenskih strelih
Končni vrstni red:
| mesto | ekipa                  |
| ----- | ---------------------- |
| 1.    | HK Pliva Lipovci (SLO) |
| 2.    | HAHK Mladost (HRV)     |
| 3.    | Épitők SC (MAD)        |
| 4.    | HK Marathon (HRV)      |

#### Sezona 2006/07
Finalni turnir - Moravske Toplice
Polfinale:
HK Pliva Lipovci (SLO) : KPH Rača (SVK) 5 : 0  
ŠK Šenkvice (SVK) : HC Rosco (MAD) 1 : 3 
Za tretje mesto:
ŠK Šenkvice (SVK) : KPH Rača (SVK) 5 : 0
Finale:
HK Pliva Lipovci (SLO) : HC Rosco (MAD) 5 : 1
Končni vrstni red:
| mesto | ekipa                  |
| ----- | ---------------------- |
| 1.    | HK Pliva Lipovci (SLO) |
| 2.    | HC Rosco (MAD)         |
| 3.    | ŠK Šenkvice (SVK)      |
| 4.    | KPH Rača (SVK)         |

#### Sezona 2007/08
Finalni turnir - Bratislava
Polfinale:
HK Pliva Lipovci (SLO) : KPH Rača (SVK) 4 : 2  
ŠK Šenkvice (SVK) : HK Jedinstvo (HRV) 1 : 4 
Za tretje mesto:
ŠK Šenkvice (SVK) : KPH Rača (SVK) 1 : 3
Finale:
HK Pliva Lipovci (SLO) : HK Jedinstvo (HRV) 6 : 1
Končni vrstni red:
| mesto | ekipa                  |
| ----- | ---------------------- |
| 1.    | HK Pliva Lipovci (SLO) |
| 2.    | HK Jedinstvo (HRV)     |
| 3.    | KPH Rača (SVK)         |
| 4.    | ŠK Šenkvice (SVK)      |

#### Sezona 2008/09
Finalni turnir - Wiener Neudorf
Polfinale:
HK Pliva Lipovci (SLO) : KPH Rača (SVK) 3 : 5  
HAHK Mladost (HRV) : HC Wiener Neudorf (AVS) 4 : 1 
Za tretje mesto:
HK Pliva Lipovci (SLO) : HC Wiener Neudorf (AVS) 10 : 9* (5:5) *po kazenskih strelih
Finale:
HAHK Mladost (HRV) : KPH Rača (SVK) 5 : 2
Končni vrstni red:
| mesto | ekipa                   |
| ----- | ----------------------- |
| 1.    | HAHK Mladost (HRV)      |
| 2.    | KPH Rača (SVK)          |
| 3.    | HK Pliva Lipovci (SLO)  |
| 4.    | HC Wiener Neudorf (AVS) |

#### Sezona 2009/10
Finalni turnir ni bil odigran zaradi zapletov pri organizaciji.

#### Sezona 2010/11
Finalni turnir - Bratislava
Polfinale:
HK Lipovci (SLO) : HC Rosco (MAD) 3 : 0  
ŠK Šenkvice (SVK) : Slavia Hradec Králové (CZE) 0 : 6 
Za tretje mesto:
ŠK Šenkvice (SVK) : HC Rosco (MAD) 1 : 3
Finale:
HK Lipovci (SLO) : Slavia Hradec Králové (CZE) 4 : 1
Končni vrstni red:
| mesto | ekipa                       |
| ----- | --------------------------- |
| 1.    | HK Lipovci (SLO)            |
| 2.    | Slavia Hradec Králové (CZE) |
| 3.    | HC Rosco (MAD)              |
| 4.    | ŠK Šenkvice (SVK)           |

#### Sezona 2011/12
Finalni turnir - Lipovci
Polfinale:
HC Wiener Neudorf (AVS) : HC Rosco (MAD) 1 : 2
HK Lipovci (SLO) : KPH Rača (SVK) 5 : 4*  (2:2) *po kazenskih strelih

Za tretje mesto:
HC Wiener Neudorf (AVS) :  KPH Rača (SVK) 2 : 1
Finale:
HK Lipovci (SLO) : HC Rosco (MAD) 3 : 2 
Končni vrstni red:
| mesto | ekipa                   |
| ----- | ----------------------- |
| 1.    | HK Lipovci (SLO)        |
| 2.    | HC Rosco (MAD)          |
| 3.    | HC Wiener Neudorf (AVS) |
| 4.    | KPH Rača (SVK)          |

#### Sezona 2012/13
Finalni turnir - Wiener Neudorf
Polfinale:
HK Lipovci (SLO) : ŠK Šenkvice (SVK) 6 : 4*  (2:2) *po kazenskih strelih
HC Wiener Neudorf (AVS) : KPH Rača (SVK) 5 : 2

Za tretje mesto:
ŠK Šenkvice (SVK) : KPH Rača (SVK) 4 : 5
Finale:
HC Wiener Neudorf (AVS) : HK Lipovci (SLO) 1 : 0 
Končni vrstni red:
| mesto | ekipa                   |
| ----- | ----------------------- |
| 1.    | HC Wiener Neudorf (AVS) |
| 2.    | HK Lipovci (SLO)        |
| 3.    | KPH Rača (SVK)          |
| 4.    | ŠK Šenkvice (SVK)       |

#### Sezona 2013/14
Finalni turnir - Bratislava
Polfinale:
HK Lipovci (SLO) : KPH Rača (SVK) 3 : 7 
Soroksári HC (MAD) : ŠK Šenkvice (SVK) 1 : 4

Za tretje mesto:
Soroksári HC (MAD) : HK Lipovci (SLO) 0 : 3 
Finale:
ŠK Šenkvice (SVK) : KPH Rača (SVK) 1 : 3
Končni vrstni red:
| mesto | ekipa              |
| ----- | ------------------ |
| 1.    | KPH Rača (SVK)     |
| 2.    | ŠK Šenkvice (SVK)  |
| 3.    | HK Lipovci (SLO)   |
| 4.    | Soroksári HC (MAD) |

#### Sezona 2014/15
Finalni turnir - Bratislava
Polfinale:
HK Lipovci (SLO) : Slavia Hradec Králové (CZE) 4 : 2 
KPH Rača (SVK) : ŠK Šenkvice (SVK) 1 : 6

Za tretje mesto:
KPH Rača (SVK) : Slavia Hradec Králové (CZE) 3 : 1 
Finale:
ŠK Šenkvice (SVK) : HK Lipovci (SLO) 4 : 3
Končni vrstni red:
| mesto | ekipa                       |
| ----- | --------------------------- |
| 1.    | ŠK Šenkvice (SVK)           |
| 2.    | HK Lipovci (SLO)            |
| 3.    | KPH Rača (SVK)              |
| 4.    | Slavia Hradec Králové (CZE) |

#### Sezona 2015/16
Finalni turnir - Hradec Králové
Polfinale:
HK Lipovci (SLO) : Slavia Hradec Králové (CZE) 2 : 5* (2:2) *po kazenskih strelih 
Soroksári HC (MAD) : ŠK Šenkvice (SVK) / : /

Za tretje mesto:
HK Lipovci (SLO) : Soroksári HC (MAD) 5 : 2 
Finale:
ŠK Šenkvice (SVK) : Slavia Hradec Králové (CZE) 0 : 4
Končni vrstni red:
| mesto | ekipa                       |
| ----- | --------------------------- |
| 1.    | Slavia Hradec Králové (CZE) |
| 2.    | ŠK Šenkvice (SVK)           |
| 3.    | HK Lipovci (SLO)            |
| 4.    | Soroksári HC (MAD)          |

## Dvoranska Interliga

### Ženske - zmagovalci
| leto | Prvakinje                        |
| ---- | -------------------------------- |
| 2008 | KPH Rača (SVK)                   |
| 2009 | KPH Rača (SVK)                   |
| 2010 | Triglav - Moravske Toplice (SLO) |
| 2011 | KPH Rača (SVK)                   |

### Moški - zmagovalci
| leto | Prvaki                 |
| ---- | ---------------------- |
| 2006 | HAHK Mladost (HRV)     |
| 2008 | HAHK Mladost (HRV)     |
| 2009 | ŠK Šenkvice (SVK)      |
| 2010 | HK Pliva Lipovci (SLO) |
| 2011 | ŠK Šenkvice (SVK)      |
| 2014 | Soroksári HC (MAD)     |
| 2015 | Soroksári HC (MAD)     |